# Edwin Skinner
Edwin Joseph Skinner  (né le 15 octobre 1940 à Saint James) est un athlète trinidadien spécialiste du 400 mètres. Il mesure 1,80 m pour 76 kg.

## Carrière

### Palmarès
| Date | Compétition           | Lieu  | Résultat | Épreuve    | Performance  |
| ---- | --------------------- | ----- | -------- | ---------- | ------------ |
| 1964 | Jeux olympiques d'été | Tokyo | 8e       | 400 mètres | 46 s 8       |
| 1964 | Jeux olympiques d'été | Tokyo | 3e       | 4 × 400 m  | 3 min 01 s 7 |

### Records
| Épreuve    | Performance | Lieu | Date |
| ---------- | ----------- | ---- | ---- |
| 400 mètres | 46 s 50     |      | 1964 |